# Зелёный Луг (Новосибирская область)
Зелёный Луг — посёлок в Баганском районе Новосибирской области. Входит в состав Савкинского сельсовета.

## География
Площадь посёлка — 10 гектар.

## История
В 1976 году указом Президиума Верховного Совета РСФСР посёлок фермы № 3 совхоза «Культура» переименован в Зелёный Луг.

## Население
| 1976 | 1995 | 2002 | 2007 | 2010 |
| ---- | ---- | ---- | ---- | ---- |
| 140  | ↘90  | ↘70  | ↘37  | ↘30  |

## Инфраструктура
В посёлке по данным на 2006 год функционируют 1 учреждение здравоохранения, 1 образовательное учреждение.